# نوح درویش
نوح درویش (انگلیسی: Noah Darvich؛ زادهٔ ۲۵ سپتامبر ۲۰۰۶) بازیکن فوتبال اهل آلمان است.
وی همچنین در تیم‌های ملی فوتبال زیر ۱۶ سال آلمان و جوانان آلمان بازی کرده‌است.

## دوران باشگاهی

### فرایبورگ
نوح درویش که در باد کروزینگن بزرگ شد، در آکادمی جوانان فرایبورگ بازی کرد. در فصل ۲۰۲۲-۲۰۲۳، او تبدیل به یک گلزن و پاس گل دهنده ثابت برای تیم زیر ۱۷ سال فرایبورگ شد و قدم به زیر ۱۹ سال گذاشت، در حالی که به عنوان یکی از محبوب ترین بازیکنان آلمانی در نسل خود ظاهر شد، و فقط ۱۶ سال داشت.

### بارسلونا
در ۸ اوت ۲۰۲۳ وی به باشگاه فوتبال بارسلونا اتلتیک پیوست.